# Coptobasis ridopalis
Coptobasis ridopalis is een vlinder uit de familie van de grasmotten (Crambidae). De wetenschappelijke naam van deze soort is voor het eerst voorgesteld door Charles Swinhoe in een publicatie uit 1892. De spanwijdte bedraagt ongeveer 3 centimeter.
De soort komt voor in India (Meghalaya) en Australië (Queensland).